# Sängergrab
Als Sängergrab bezeichnet man in der Archäologie einige merowingerzeitliche Grabfunde mit einer Leier als Beigabe. 
Die Einordnung als Sängergrab ist stark von den Erhaltungsbedingungen für Holz im Grab abhängig, da die Leiern oft nur aus Holz bestanden. In weiteren Gräbern kann die Beigabe einer Leier jedoch auch durch den erhalten gebliebenen Saitensteg aus Bernstein, Bronze oder Geweih erschlossen werden.

## Beispiele
- Oberflacht, Landkreis Tuttlingen: Grab 37 (Berliner Sängergrab) und Grab 84[1]
- Trossingen, Landkreis Tuttlingen: Grab 58
- Köln, Grab in St. Severin (frühes 8. Jahrhundert)